# Вендик, Орест Генрихович
Орест Генрихович Вендик (16 апреля 1932 — 31 января 2022) — советский и российский учёный в области электродинамики, техники СВЧ, электроники твёрдого тела, доктор технических наук (1966), профессор (1969), лауреат Государственной премии СССР (1988).

## Биография
Родился 16.04.1932 в Ленинграде в семье инженера-проектировщика электростанций и врача-стоматолога.
Блокадник, в июле 1942 г. эвакуирован в Караганду.
Окончил радиотехнический факультет ЛЭТИ по специальности «радиотехника» (1954) и аспирантуру при кафедре ТОР (1957).
С 1954 г. работал в ЛЭТИ в группе профессора Ю. Я. Юрова (разработка антенн с немеханическим движением луча). В 1957 г. защитил кандидатскую, в 1966 г. — докторскую диссертации (обе — с грифом «секретно»).
С 1964 г. перешёл на кафедру «Спецфизика», читал лекции и вёл занятия по дисциплинам: квантовая механика, статистическая физика и физика твёрдого тела. Организовал общеинститутскую лабораторию СВЧ электроники твёрдого тела «СВЭТ».
В 1965 г. опубликовал монографию «Введение в теорию антенн с немеханическим движением луча» (изд. «Сов. Радио», Москва), в которой впервые сформулированы основные принципы построения антенн с электронным сканированием. В 2002 г. после доработки книга была переиздана:
- О. Г. Вендик, М. Д. Парнес, «Антенны с электрическим сканированием (Введение в теорию)» / Под ред. чл.-корр. РАН Л. Д. Бахраха,- М.: САЙНС-ПРЕСС, 2002, с. 232, ил.

В 1967—1968 учебном году 6 месяцев проходил стажировку в Суррейском университете (Великобритания), где работал в лаборатории СВЧ-электроники под руководством К. В. Фаулдса.
С 1969 г. — на факультете электронной техники, заведующий кафедрой (1969—1989), с 1989 г. — профессор кафедры электронно-ионной и вакуумной технологии (с 2007 г. кафедра физической электроники и технологии).
Создатель научной школы в области электроники и микроэлектроники твёрдого тела и техники СВЧ, подготовил более 50 кандидатов и 10 докторов наук.
Лауреат Государственной премии СССР (1988).
Заслуженный деятель науки Российской Федерации (27.12.1999). Награждён орденом Трудового Красного Знамени (25.08.1986).
Скончался 31 января 2022 года. Похоронен на Серафимовском кладбище Санкт-Петербурга.

### Сочинения
- Антенны с немеханическим движением луча : (Введение в теорию). — Москва : Сов. радио, 1965. — 360 с. : ил.; 21 см. * Электроника твёрдого тела : Учеб. пособие. — Ленинград : ЛЭТИ, 1979. — 79 с. : ил.; 21 см.
- Криоэлектроника : Учеб. пособие. — Ленинград : ЛЭТИ, 1978. — 111 с. : ил.; 20 см.
- Приборы криогенной электроники : (Высокотемператур. сверхпроводники) / О. Г. Вендик, С. Г. Колесов. — М. : Знание, 1990. — 62,[2] с. : ил.; 20 см. — (Новое в жизни, науке, технике. Радиоэлектроника и связь; 1/1990).; ISBN 5-07-001189-8
- Криоэлектронные приборы и устройства : Учеб. пособие / О. Г. Вендик, Ю. Н. Горин, А. Б. Козырев. — Л. : ЛЭТИ, 1982. — 80 с. : ил.; 20 см.
- Корпускулярно-фотонная технология : [Учеб. пособие для вузов по спец. "Пром. электрон*] / О. Г. Вендик, Ю. Н. Горин, В. Ф. Попов. — М. : Высш. шк., 1984. — 240 с. : ил.; 20 см.
- Криогенная электроника / О. Г. Вендик, д-р техн. наук, Ю. Н. Горин, канд. техн. наук. — Москва : Знание, 1977. — 63 с. : ил.; 20 см. — (Новое в жизни, науке, технике. Радиоэлектроника и связь. № 3).
- Высокотемпературная сверхпроводимость в электронике : Текст лекций / О. Г. Вендик, А. Б. Козырев; Ленингр. электротехн. ин-т им. В. И. Ульянова (Ленина). — Л. : ЛЭТИ, 1990. — 46,[2] с. : ил.; 20 см; ISBN 5-230-08927-X :
- Сверхпроводимость: физика и микроволновые применения : учебное пособие для студентов высших учебных заведений, обучающихся по направлению 210100 — «Электроника и микроэлектроника» / О. Г. Вендик, И. Б. Вендик, С. П. Зубко; Федеральное агентство по образованию, Санкт-Петербургский гос. электротехнический ун-т «ЛЭТИ». — Санкт-Петербург : ЛЭТИ, 2009. — 134, [1] с. : ил., табл.; 20 см; ISBN 978-5-7629-0997-6